# Jyesthadeva
Jyesthadeva (* um  1500 in Kerala; † um  1575 in Kerala) war ein indischer Mathematiker und Astronom.
Jyesthadeva gehörte zur Kerala-Schule von Mathematikern und Astronomen, der auch Madhava (1350–1425), Parameshvara (um 1370–1460) und  Nilakantha Somayaji (1444–1544) angehörten, auf denen er aufbaute. Er war wie Nilakantha ein Schüler von Damodara, des Sohnes von Parameshvara. Er gehörte zu den Nambudiri-Brahmanen.
Er ist für die astronomische Abhandlung Yutikbhasa bekannt (auch  Gaṇitanyāyasaṅgraha genannt), die insbesondere auf der Tantrasamgraha von Nilakantha (sie wurde 1501 vollendet) aufbaut. Sie behandelt mathematische Astronomie (wie Bewegung von Planeten, Sonne und Mond, Finsternisse, Auf- und Untergangszeiten der Himmelskörper), etwa in der Art von Tycho Brahe in Europa, und ist in Malayalam geschrieben, einer lokalen Sprache in Kerala. Sie wird um 1550 datiert.
Von besonderer Bedeutung ist die für indische Texte ungewöhnliche Darstellung von Beweisen für mathematische Sätze. Wahrscheinlich wurde es mit der Absicht geschrieben, die Beweise für den Text von Nilakantha aufzuzeichnen und zeigt damit, dass das Beweiskonzept in der indischen Mathematik durchaus bekannt war.
Von besonderem Interesse sind Reihenentwicklungen für Arcustangens, Sinus und Kosinus (entsprechend der Maclaurinschen Reihe), die Madhava bekannt waren, die aber in Europa durch James Gregory und Isaac Newton erst über 250  Jahre nach Madhava entdeckt wurden. Madhava gelangen damit unter anderem genaue Werte für Pi und Werte für Sinustafeln. Wegen dieser unendlichen Reihen (den ersten solchen außer der Geometrischen Reihe) sind die Mathematiker dieser Schule auch unter den Begründern der Analysis eingeordnet worden und es ist über eine mögliche Weiterverbreitung der Resultate in den Westen über Kaufleute oder jesuitische Missionare spekuliert worden. Dafür gibt es aber keine Beweise. Selbst innerhalb Indiens war die Kerala Schule isoliert, unter anderem wegen der Sprachunterschiede. In sonstigen indischen mathematischen Texten außerhalb der Kerala Schule wurde traditionell Sanskrit verwendet. Die Yutikbhasa verwendet auch entgegen der Tradition (auch in Kerala) keine Versform für den Text.
Es finden sich auch weitere mathematische Fortschritte in der Yutikbhasa wie erste Konvergenztests (vor Augustin-Louis Cauchy).
Erste Hinweise auf die Yutikbhasa und ihre Bedeutung stammen vom englischen Verwaltungsangestellten und Malayalam-Spezialisten Charles Matthew Whish (1794–1833), der darüber 1834 in den Transactions of the Royal Asiatic Society veröffentlichte.
Einer der Schüler von Jyesthadeva war Achyuta Pisharati (um 1550–1621).